# Królików
Królików – wieś w Polsce położona w województwie wielkopolskim, w powiecie konińskim, w gminie Grodziec, nad Czarną Strugą.

## Historia
Wieś o rodowodzie średniowiecznym. W 1651 wybuchł tu największy w dziejach Wielkopolski bunt chłopski, wywołany wzrostem podatków w dobrach Cystersów z Lądu, nałożonych przez opata Jana Zapolskiego. Pod Królikowem sformowany został obóz powstańczy, w którym przebywało około 2000 chłopów pod dowództwem Piotra Grzybowskiego, napadających na okoliczne dwory i majątki. Wojska królewskie nie mogły interweniować, gdyż zajęte były tłumieniem powstania Chmielnickiego. Biskup poznański Florian Czartoryski sformował więc własne oddziały, którymi dowodził Zapolski. Wsparcia udzielił im Karol Waza, w postaci 200 żołnierzy. Wojsko to ostatecznie stłumiło bunt i zlikwidowało obóz.
W latach 1954–1959 wieś należała i była siedzibą władz gromady Królików, po jej zniesieniu w gromadzie Grodziec. W latach 1975–1998 miejscowość administracyjnie należała do województwa konińskiego.

## Zabytki
We wsi stoi zabytkowy kościół św. Michała Archanioła.